# Mohammed Kassid
Mohammed Kassid Kadhim (Baghdad, 10 dicembre 1986) è un calciatore iracheno, portiere dell'Al-Quwa Al-Jawiya e della Nazionale irachena.